# Benimodo
Benimodo – gmina w Hiszpanii, w prowincji Walencja, we wspólnocie autonomicznej Walencja, o powierzchni 12,52 km². W 2011 roku liczyła 2301 mieszkańców.